# Chûn Quoit

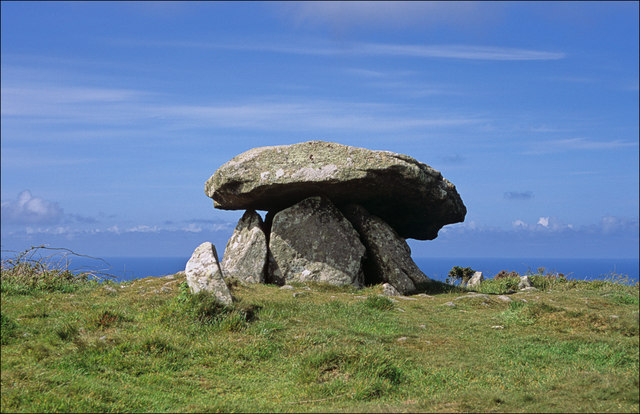
Altra immagine del dolmen

 Chûn Quoit  è un dolmen (quoit), rinvenuto in Cornovaglia (Inghilterra sud-occidentale), nei pressi del villaggio di Madron (tra Pendeen, nella parrocchia civile di St Just-in-Penwith, e Morvah), e risalente al Neolitico (3500-2500 a.C.). Si tratta di uno dei dolmen meglio conservati della contea e dell'unico dell'area che abbia conservato la sua copertura originale intatta.

## Etimologia
Il nome Chûn deriva dal termine in lingua cornica Chy-an-Woone, che significa "la casa in pianura".

## Descrizione
Il quoit o dolmen si trova ai piedi di una collina nel mezzo di una brughiera, sotto un forte dell'Età del Ferro, chiamato Chûn Castle.
Ha un'altezza di circa 2-3 metri ed è sormontato da una pietra che misura 3,3 metri x 3 metri.
In origine doveva esserci una "corte" prima dell'entrata usata forse per riti funerari o altri riti.

## Studi
Il dolmen è citato dagli studiosi nel XVII secolo, quando si parlava di un cairn del diametro di 10-12 metri.
Per ritrovare però il dolmen citato in una pubblicazione bisogna aspettare un'opera di William Borlase del 1769. Nell'opera figuravano alcuni disegni del dolmen.

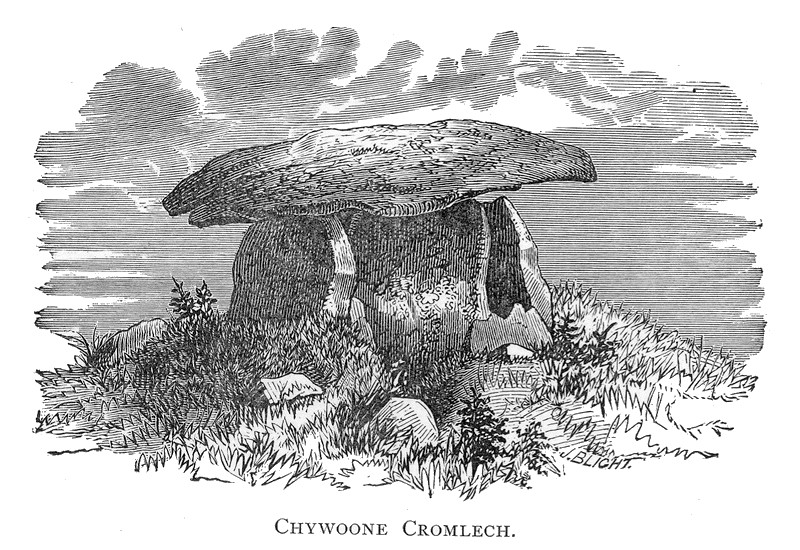
Chûn Quoit disegnato da William Borlase

Una descrizione più accurata del dolmen fu fornita 103 anni dopo dal nipote di William Borlase, W.C. Borlase.